# Jarbas Homem de Mello
Jarbas Homem de Mello (Novo Hamburgo, 4 de agosto de 1969) é um ator, bailarino e apresentador brasileiro e cantor. Tem uma longa carreira dedicada aos musicais no teatro brasileiro desde 1990. Na televisão, apresenta Cultura, o Musical e comandará o Talentos, ambos da TV Cultura.

## Vida pessoal
Nascido e criado no bairro de Lomba Grande, em Novo Hamburgo, interior do Rio Grande do Sul, é um dos mais consagrados atores do teatro musical brasileiro com mais de vinte espetáculos no repertório. 
Em 2012, conheceu a atriz Cláudia Raia, quando juntos encenaram o clássico musical Cabaret, e começaram a namorar. Em 2014, foram morar juntos, em São Paulo, e oficializaram a união em uma cerimônia secreta em 2015. Em setembro de 2022, anunciou que vai ser pai pela primeira vez aos 53 anos, filho do fruto de seu relacionamento com Cláudia. Em fevereiro de 2023, nasceu o filho do casal, Luca.

## Teatro
| Ano     | Titulo                             | Personagem                |
| ------- | ---------------------------------- | ------------------------- |
| 1990–91 | Sonhos e Saudades                  | Alex                      |
| 1994    | Um Passeio no Cometa               |                           |
| 1996–98 | Draculinha                         | Conde Drácula             |
| 1998    | A Canção dos Direitos das Crianças |                           |
| 1998    | Retraços de Mulher                 |                           |
| 1998    | Jogo de Dentro                     |                           |
| 1999    | Rent                               | Mark Cohen                |
| 2000    | Aí Vem o Diluvio                   | Noé                       |
| 2001–02 | Os Miseráveis                      | Jean Valjean              |
| 2003    | A Mandragóra                       |                           |
| 2003–04 | Grease                             | Dany Zuco                 |
| 2004    | Constellacion                      |                           |
| 2005    | Veneza                             |                           |
| 2006    | Querido Mundo                      |                           |
| 2007–09 | O Fantasma da Ópera                | Erik, O Fantasma da Ópera |
| 2009    | Pernas Pro Ar                      |                           |
| 2010    | Zorro: O Musical                   | Zorro                     |
| 2010–12 | Cabaret                            | MC                        |
| 2011–13 | Mambo Italiano                     | Rico                      |
| 2014    | Crazy for You                      | Bobby Child               |
| 2015–16 | Chaplin - O Musical                | Charlie Chaplin           |
| 2016    | 4 Faces do Amor                    | Duda                      |
| 2017    | Roque Santeiro: O musical          | Chico Malta               |
| 2017–18 | Singin' in the Rain                | Don Luckwood              |
| 2019–20 | Conserto para Dois                 | Ângelo Rinaldi            |
| 2023    | Uma linda mulher                   | Edward Lewis              |
| 2024    | Tarsila, a Brasileira              | Oswald de Andrade         |

## Filmografia

### Televisão
| Ano     | Título                 | Personagem            | Notas                                                             |
| ------- | ---------------------- | --------------------- | ----------------------------------------------------------------- |
| 2007    | Dance Dance Dance      | Paulo Novaes          |                                                                   |
| 2010    | Se Ela Dança, Eu Danço | Jurado                |                                                                   |
| 2013    | Pé na Cova             | Detetive Nabucha      | Episódio: "O Morto de Chinó" Episódio: "A Surpresa do Inesperado" |
| 2013–15 | Se Eu Fosse Você       | Tadeu                 |                                                                   |
| 2014    | Psi                    | Manuel Díaz Perez     | Temporada 1                                                       |
| 2015    | Alto Astral            | Ele mesmo             | Episódio: "8 de janeiro"                                          |
| 2018    | Assédio                | Werther               |                                                                   |
| 2019    | Dancing Brasil         | Jurado especial       | Episódio: "17 de julho"                                           |
| 2019    | Cultura, o Musical     | Apresentador / Jurado |                                                                   |
| 2020    | Talentos Cultura       | Apresentador / Jurado |                                                                   |
| 2023    | Amor Perfeito          | Francisco Alves       | Episódios: "8-12 de abril"                                        |

### Cinema
| Ano  | Título                          | Personagem    |
| ---- | ------------------------------- | ------------- |
| 2015 | O Duelo                         | Pedro Alencar |
| 2018 | Não Se Aceitam Devoluções       | Bob Gomez     |
| 2021 | Pixinguinha, Um Homem Carinhoso | Duque         |
| 2023 | Mamonas Assassinas - O Filme    | Hildebrando   |

## Prêmios e indicações
| Ano  | Premiação                        | Nomeação                    | Obra                           | Resultado |
| ---- | -------------------------------- | --------------------------- | ------------------------------ | --------- |
| 2010 | Prêmio Shell                     | Melhor Ator Coadjuvante     | Cabaret                        | Indicado  |
| 2014 | Prêmio Bibi Ferreira             | Melhor Ator                 | Crazy For You                  | Venceu    |
| 2022 | Prêmio Destaque Imprensa Digital | Destaque Ator               | Conserto para Dois – O Musical | Indicado  |
| 2022 | Prêmio Destaque Imprensa Digital | Destaque Direção            | Conserto para Dois – O Musical | Indicado  |
| 2022 | Prêmio Bibi Ferreira             | Melhor Ator em Musicais     | Conserto para Dois – O Musical | Venceu    |
| 2022 | Prêmio Arcanjo de Cultura        | Especial (com Cláudia Raia) | Conserto para Dois – O Musical | Indicado  |
| 2022 | Prêmio do Humor                  | Performance                 | Conserto para Dois – O Musical | Pendente  |
| 2022 | Prêmio do Humor                  | Espetáculo                  | Conserto para Dois – O Musical | Pendente  |
| 2022 | Prêmio do Humor                  | Direção                     | Conserto para Dois – O Musical | Pendente  |
| 2022 | Prêmio Contigo!                  | Casal do Ano                | Jarbas e Cláudia Raia          | Pendente  |